# Roland Matthes
Roland Matthes (Pößneck, 17 de novembro de 1950 – Wertheim, 20 de dezembro de 2019) foi um nadador alemão, ganhador de oito medalhas em Jogos Olímpicos, quatro de ouro. É considerado um dos melhores nadadores de todos os tempos.
Matthes não foi derrotado em competições internacionais entre 1967 e 1974. Durante sua carreira ele estabeleceu 21 recordes mundiais, e conquistou três títulos mundiais e quatro europeus. Matthes foi "Esportista do Ano" na Alemanha Oriental por sete vezes: 1967, 1968, 1969, 1970, 1971, 1973 e 1975. Aposentou-se após os Jogos Olímpicos de Verão de Montreal 1976, no Canadá, e neste ano casou-se com Kornelia Ender. Seis anos depois, o casal se divorciou. Matthes viveu e trabalhou em Marktheidenfeld. Ele entrou no International Swimming Hall of Fame em 1981.
Foi recordista mundial dos 100 metros costas entre 1967 e 1976, e dos 200 metros costas entre 1972 e 1976.
Matthes morreu no dia 20 de dezembro de 2019 aos 69 anos.